# Kungshuset

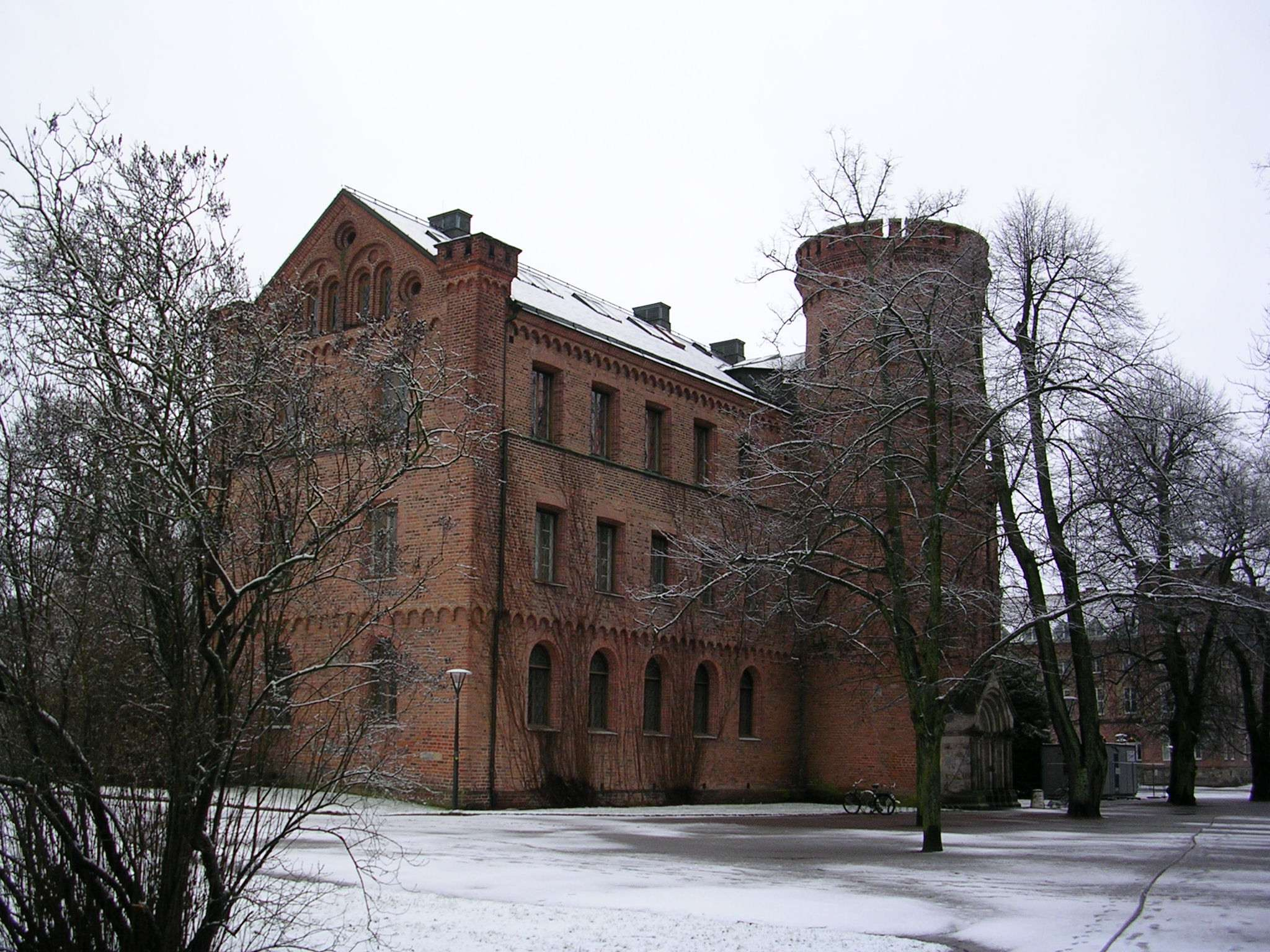
Kungshuset en décembre 2004

Kungshuset (en suédois la maison du roi) est un bâtiment situé dans le parc Lundagård dans le centre de Lund, en Suède. Il fut construit entre 1578 et 1584, mais ne comptait à cette époque qu'un étage. Il était destiné à l'origine à servir de résidence pour l'évêque de Lund.
Après le traité de Roskilde, en 1658, la Scanie fut cédée à la Suède, qui fonda en 1666 l'université de Lund pour suédifier la région. L'université était alors installée dans le chœur de la cathédrale, mais utilisa par la suite Kungshuset comme bâtiment principal jusqu'à la construction en 1882 du bâtiment actuel. La bibliothèque de l'université, qui était aussi dans ce bâtiment y demeura jusqu'en 1907 avant d'être transférée dans le bâtiment actuel. Kunghuset abrita aussi un observatoire astronomique et un théâtre anatomique.Au XVIIIe siècle, Kilian Stobæus créa, au premier étage du bâtiment, le cabinet de curiosités musée Stobænum, qui évolua par la suite en trois musées distincts : le musée zoologique de Lund, le musée botanique de Lund et le musée historique de Lund. De nos jours, le bâtiment abrite le département de philosophie de l'université.
Le bâtiment fut rénové par Carl Hårleman entre 1740 et 1742 et par Carl Georg Brunius entre 1837 et 1839. Au cours de cette rénovation, le deuxième étage fut ajouté. Entre 1877 et 1879, Helgo Zettervall effectua quelques changements au niveau de la façade.